# Гунько Юліан Олександрович
Юліа́н Олекса́ндрович Гунько́ — старший солдат, Збройні сили України.

## Життєпис
Мобілізований у квітні 2014-го, механік-водій, 93-тя окрема механізована бригада. На фронті провів більш як півроку, брав участь у кількох бойових операціях, зокрема — за Піски. Бойове хрещення прийняв під Карлівкою. З серпня по жовтень практично щодня здійснював бойові виїзди. На початку жовтня під Пісками був поранений.
4 лютого 2015-го загинув, керуючи танком, повертаючись після вдалого виконання бойового завдання з розмінування мінного поля біля Пісків (під постійним вогнем противника) — підірвався на фугасі.
Похований у Благовіщенці 9 лютого 2015-го.

## Нагороди
За особисту мужність і героїзм, виявлені у захисті державного суверенітету та територіальної цілісності України, вірність військовій присязі під час російсько-української війни
- нагороджений орденом «За мужність» III ступеня (26.2.2015, посмертно).